# Јошаница (Коњиц)
Јошаница  је насељено место у Босни и Херцеговини, у општини Коњиц, у Херцеговачко-неретванском кантону које административно припада Федерацији Босне и Херцеговине. Према попису становништва из 1991. у насељу је живјело 226 становника.

## Становништво
По последњем службеном попису становништва из 1991. године, у насељу Јошаница живело је 226 становника. Већина становника су били Хрвати.
| Националност       | 1991.        | 1981.        | 1971.      |
| Хрвати             | 224 (99,12%) | 229 (95,82%) | 225 (100%) |
| Муслимани          |              | 8 (3,34%)    |            |
| Срби               |              | 2 (0,83%)    |            |
| остали и непознато | 2 (0,88%)    |              |            |
| Укупно             | 226          | 239          | 225        |